# مطار المصيرة
مطار المصيرة (إياتا: MSH، إيكاو: OOMA) ويعرف باسم مطار مصيرة لسلاح الجو العماني (بالإنجليزية: RAFO Masirah) هو مطار عسكري يقع في جزيرة مصيرة في سلطنة عمان، والتي تبتعد عن محافظة مسقط 334 كم. ساهم مطار المصيرة على تشجيع السياحة وزيارة الجزيرة التي تتميّز بتربتها الخصبة وجبالها وشواطئها التي تقصدها أسراب السلاحف النادرة للتعشيش ووضع البيض.

## المرافق
يقع المطار على ارتفاع 64 قدمًا (20 مترًا) فوق متوسط مستوى سطح البحر. يحتوي على مدرجين مرصوفين بالأسفلت: 07/25 بقياس 2574 × 45 مترًا (8445 قدمًا × 148 قدمًا) و17/35 بقياس 3050 × 45 مترًا (10007 قدمًا × 148 قدمًا). في الخمسينيات من القرن الماضي، تم تضمينها أيضًا في خط سكة حديد بقياس 2 قدم و0 بوصة.

## الخطوط الجوية والوجهات
تم اعتماد الخطوط الجوية لطيران السلام لتسير الرحلات اليومية من وإلى مطار المصيرة ومن أهم الرحلات الجوية إلى المصيرة تأتي من مسقط والكويت والفجيرة ولاهور ودبي وإسطنبول. ومن الرحلات الجوية من مطار المصيرة إلى كراتشي وكولومبو وحيدرأباد والبحرين ومسقط.

## روابط خارجية
- حالة الطقس في مطار المصيرة.
- تاريخ الحوادث لـ (MSH) على شبكة سلامة الطيران.